# Hubersdorf
Hubersdorf es una comuna suiza del cantón de Soleura, ubicada en el distrito de Lebern. Tiene una población estimada, a fines de 2020, de 725 habitantes.
Limita al norte con las comunas de Günsberg y Kammersrohr, al este con Attiswil (BE), al sur con Flumenthal, y al occidente con Riedholz.